# Robin of the Wood
Robin of the Wood — відеогра жанру лабіринт, що була розроблена та випущена 1985 року британською компанією Odin Computer Graphics для ZX Spectrum та Commodore 64. Сюжет відеогри загалом базується на англійській легенді про Робін Гуда: щоби взяти участь у змаганнях лучників, керований гравцем Робін має дослідити чималий лабіринт, що складається з Шервудського лісу, підземелля замку Нотінгемського шерифа і власне замку, та здобути собі меч, лук та три магічні стріли.
| Відеоігри | Це незавершена стаття про відеоігри. Ви можете допомогти проєкту, виправивши або дописавши її. |